# 西部方面通信情報隊
西部方面通信情報隊（せいぶほうめんつうしんじょうほうたい、JGSDF Western Army Communication & Intelligence Unit:WAComI）は、電子戦を任務とする陸上自衛隊健軍駐屯地（熊本県熊本市）に駐屯する西部方面情報隊隷下の情報科部隊である。

## 概要および任務
通信情報隊長は2等陸佐が充てられ、電子戦分野のうち通信電子情報活動（ES）を主任務とする。与那国駐屯地に2016年（平成28年）3月、情報収集小隊を配置した。
通信の名を冠するが情報科の隊員で構成されており、電子戦部隊の一つに位置づけられている。従来の北方重視政策から西方重視政策に体制変換となり、有人・無人あわせ2,600余りの島嶼を抱える西部方面隊防衛の必要性から編成された。

## 沿革
西部方面通信情報隊
- 2005年（平成17年）3月28日：西部方面直轄部隊として西部方面通信情報隊が健軍駐屯地において編成完結。

西部方面情報隊通信情報隊
- 2010年（平成22年）3月26日：西部方面情報隊隷下の通信情報隊に改編。
- 2016年（平成28年）3月28日：与那国駐屯地に情報収集小隊を配置。

## 主要幹部
| 代 | 氏名     | 在職期間              | 前職                     | 後職                 |
| -- | -------- | --------------------- | ------------------------ | -------------------- |
| 1  | 大内義輝 | 2005.3 - 2007.3.22    |                          | 西部方面通信群副群長 |
| 2  | 原田優二 | 2007.3.23 - 2010.3.25 | 西部方面総監部防衛部勤務 | 西部方面情報隊付     |

## 補足
- 標定とは、電波発射位置を特定する行為で陸上自衛隊では通信電子情報活動（ES、かつてはESMと呼ばれた）に該当する。特定した電波発射位置を砲爆撃で攻撃し、敵の通信組織を破壊する間接的戦闘行為である。情報本部の任務と一部重複するように見えるが情報本部は戦略レベル、方面通信情報隊は野戦および戦術レベルの標定を行うが、平時には情報本部に報告・通報する。
- 電子戦の定義には有線通信は対象に含まれていないが、陸上自衛隊では対象となっている。